# Alcomon lophocarpus
Alcomon lophocarpus е вид ракообразно от семейство Potamidae. Видът е незастрашен от изчезване.

## Разпространение
Разпространен е в Индия (Аруначал Прадеш).